# کانگوروی خرگوشی
کانگوروهای خرگوشی سرده‌ای از پستانداران کیسه‌دار از خانواده کانگوروهای موش‌شکل هستند. این سرده در سال ۱۸۰۴ توسط جانورشناس فرانسوی آنسلم گائتان دماره نام‌گذاری شد. در ۱۹۹۷ این سرده توسط مک‌کنا و بل به عنوان عضوی از درازپایان شناخته شد. اعضای این سرده به ترتیب زیر هستند:
- زیرراسته درازپاسانان
  - تیره کانگوروهای موش‌شکل
    - سرده کانگوروهای خرگوشی (Potorous)
      - کانگوروی خرگوشی گیلبرت، P. gilbertii
      - کانگوروی خرگوشی درازپا، P. longipes
      - † کانگوروی خرگوشی صورت‌پهن، P. platyops
      - کانگوروی خرگوشی بینی‌دراز، P. tridactylus